# 陈铎 (1939年)
陈铎（1939年4月—），江苏淮安人，生于上海市。中国大陆的第一代电视节目主持人，曾在中国中央电视台工作，高级编辑职称，也是全国政协教科文卫体委员会委员、中国民主促进会中央委员。陈铎的一头白发曾被认为是中国大陆在改革开放后公众人物追求自然的标榜，他还被许多人认为是一位有学者风度的节目主持人。

## 生平
1939年，他出生于上海的一个贫困家庭。1958年夏，陈铎在上海结束高考，随后“抱着试试看的心情”参加了中央广播电视实验剧团在上海的招生面试。同年9月1日，他成为剧团演员。1980年代，他曾被邀请去《西游记》担任配音指导，但电话被漏传，因此与机会失之交臂，但随即在1983年凭借《话说长江》成名。
在儿子陈雷的帮助下，他于2000年成立了自己的陈铎艺术创作室，并在2005年建立华视嘉德国际文化传媒（北京）有限公司。

## 作品
他曾主持过《话说长江》《话说运河》《蜀道》《万里海疆》《开发大西南》《长征五十周年》《长征六十周年》《天涯共此时》《兄弟民族》《周末文艺》等。
此外，陈铎曾于2012年在电视剧《五星红旗迎风飘扬2》中饰演乔冠华。

## 个人
陈铎的一头白发是他吸引观众注意的焦点之一，而据他所说，他的白发是拜“文化大革命”所赐，既然已经全白，再染色就显得不自然，所以就随它去了。
他爱好运动，会游泳，打篮球、羽毛球、网球、乒乒球等更是一位好手。陈铎还喜欢摄影和旅游，有多部摄影作品获奖，还曾举办“光影铎目”作品展，此外还曾和李光羲夫妇到世界各地旅行。